# NGC 855
NGC 855 (други обозначения – UGC 1718, MCG 5-6-16, ZWG 504.35, KUG 0211+276, IRAS02111+2738, PGC 8557) е елиптична галактика (E) в съзвездието Триъгълник.
Обектът присъства в оригиналната редакция на „Нов общ каталог“.